# Collatz Conjecture
Collatz Conjecture ist ein Projekt für verteiltes Rechnen von Jon Sonntag.

## Ablauf
Das Collatz-Problem, auch als {\displaystyle (3n+1)}-Vermutung bezeichnet, ist ein ungelöstes mathematisches Problem, das 1937 von Lothar Collatz gestellt wurde. Collatz Conjecture sucht dabei Zahlen, für die die Collatz-Vermutung nicht gilt. Als Nachfolger des Projekts 3x+1@home werden Zahlen oberhalb 2.361.183.346.958.000.000.001 untersucht.
Um die Collatz-Vermutung zu widerlegen, wird auf mehreren tausend privaten und institutionellen Computern die ungenutzte Rechenleistung verwendet: Collatz Conjecture läuft automatisch mittels der BOINC-Plattform im Hintergrund. Derzeit (Juli 2014) nehmen etwa 2600 Teilnehmer mit ca. 4700 Computern am Projekt Collatz Conjecture teil, dabei werden im Schnitt 1.361,1 TeraFLOPS gerechnet.
Dabei ist das erfolgreichste deutsche Team SETI.Germany als das Team mit der weltweit größten erzielten Rechenleistung.